# Leopold Ambronn
Friedrich Anton Leopold Ambronn, född 27 oktober 1854, död 8 juni 1930, var en tysk astronom, bror till Hermann Ambronn, far till Richard Ambronn.
Ambronn var observator och professor i Göttingen, och ledde den tyska polarexpeditionen till Cumberlandsundet och författade flera för den praktiska astronomin på sin tid oumbärliga verk, bland vilka märks Handbuch der astronomischen Instrumentenkunde (1899).